# Rikard Franzén
Rikard Franzén, född den 21 mars 1968 i Huddinge församling, är en svensk före detta professionell ishockeyspelare, back.
Han spelade sammanlagt 13 säsonger för AIK. Han erhöll Guldhjälmen år 2000 som Elitseriens mest värdefulla ishockeyspelare, framröstad av Elitseriens spelare. Han spelade 40 A-landskamper för Tre Kronor och ett VM.
Rikard Franzén är idag aktiv assisterande coach i Schweiziska ligan NLA för laget Geneve-Servette HC.
Fotbollstränaren Roger Franzén är hans bror.

## Klubbar
- Huddinge IK 1985 - 1987
- AIK Ishockey 1987 - 1997
- Kölner Haie 1997 - 1998
- AIK 1998 - 2001
- SC Bern 2001 - 2003
- Hannover Scorpions 2003 - 2004
- Djurgården Hockey 2004 - 2005

## Klubbar som tränare
- AIK 2008-2010, 2013-2014
- HC Lausanne 2014 - 2018
- Danmarks herrlandslag i ishockey (Ishockey VM 2019)
- SCL Tigers 2018 - 2021
- Genève-Servette HC 2021-